# 山王坊遺跡

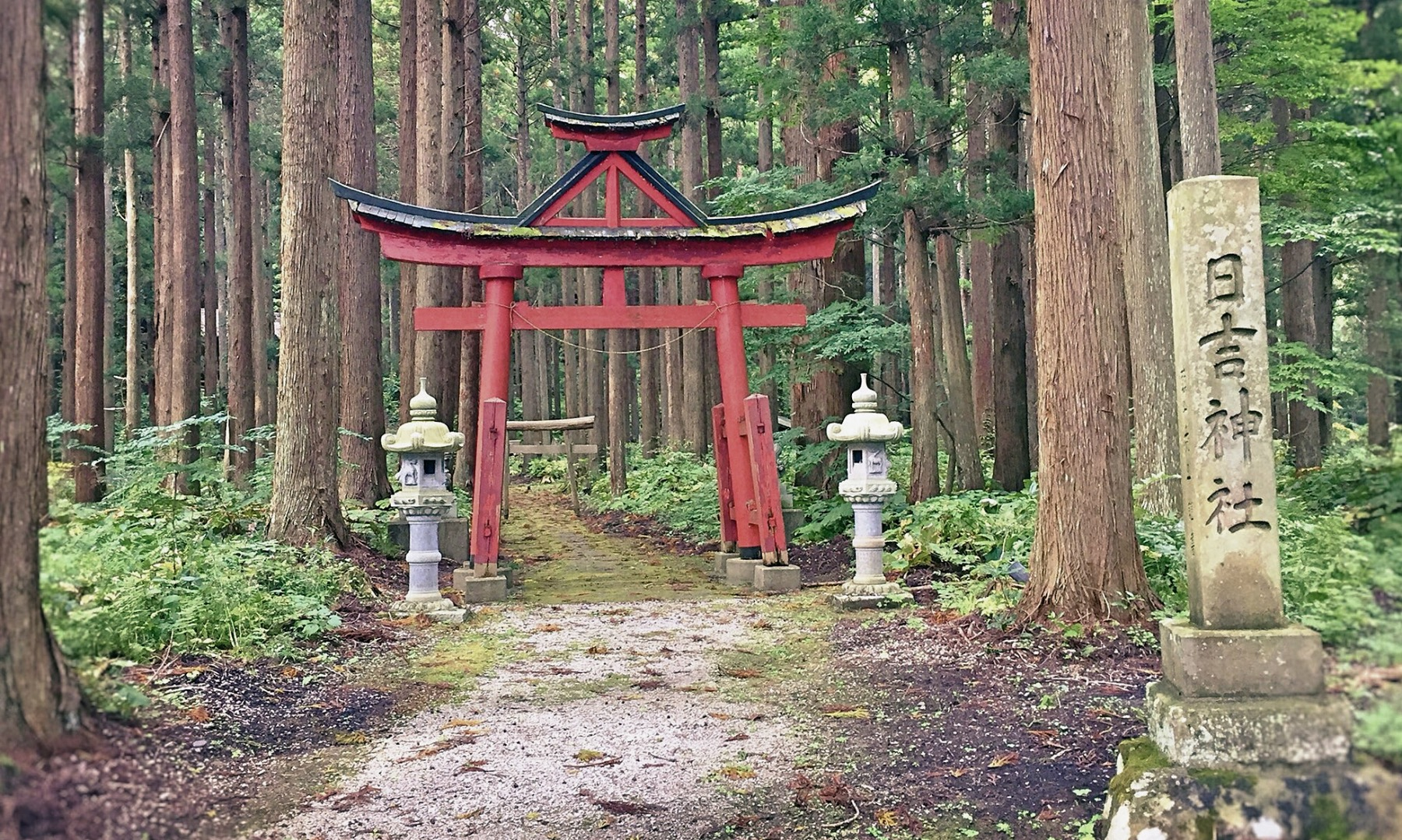
山王坊遺跡（日吉神社）

山王坊遺跡（さんのうぼういせき）は、青森県五所川原市にある十三湖の北岸にある中世の宗教遺跡である。2017年（平成29年）2月9日に国の史跡に指定されている。この湖周辺には、十三湊遺跡など、南北朝時代から室町時代にこの地を支配した安藤氏に関連した遺跡が集中している。

## 概要
中世に日本海貿易に携わり津軽地方に勢力を有していた安藤氏関連の遺跡である。安藤氏は十三湖西岸に十三湊（とさみなと）と称される港湾都市を設け、北岸には福島城を築いた。山王坊遺跡は福島城北方の山間部に位置する中世宗教遺跡である。同地に現存する日吉神社境内付近に神仏習合の信仰形態を示す中世建物群の跡が存在する。
日吉神社一帯は古くから山王坊と呼ばれ、かつてはここに阿吽寺という寺院があったとも伝えるが、嘉吉2年（1442年）、安藤氏が南部氏との抗争に敗れ、蝦夷へ逃れた後、衰退した。山王坊および阿吽寺について中世の同時代の記録はなく、近世以降の地誌にその名がみえるのみである。一例として、寛政8年（1796年）、菅江真澄が著した『外浜奇勝』には「山王坊とて寺のあとありき」と山王坊への言及がある。
明治の神仏分離に際しては、それまでの山王宮を日吉神社と改称し、相内村（十三湖北岸）の飛龍宮境内に移したということが、1870年（明治3年）の『神仏混淆神社調帳』にみえる。いっぽう、1876年（明治9年）の『新撰陸奥国誌』には相内村の山王坊について言及されており、1876年までに日吉神社は旧地に復帰して、現在の日吉神社となったものと思われる。

## 遺構
発掘調査は1982年以降、東北学院大学東北文化研究所が中心となり、当時の市浦村（しうらむら）が協力して実施された。
遺跡の主要部はA・B・Cの3地区に分かれている。A地区（奥院）は現・日吉神社境内の東、御手洗川西岸の斜面に位置する神社跡で、途中2か所に平坦面を形成している。割石で築いた石段を上ると、1つ目の平坦面には幣拝殿（幣殿と拝殿を兼ねた建物）跡があり、そのさらに上の平坦面には鳥居跡と一辺6メートルの配石墓遺構がある。ここからは無縫塔（卵塔とも称する僧侶用の墓塔）や蔵骨器とみられる壺破片などが出土しており、山王坊にかかわる僧の墓所とみられる。
B地区（社殿列跡）は、上記A地区の南にあり、東を山王坊川、西を御手洗川が流れる平坦部に位置する。手前から奥へ、拝殿、渡廊、舞台、中門、瑞垣、本殿の遺構があり、拝殿西側には2棟の礎石建物遺構がある。このうち拝殿と推定される遺構は、方三間（柱間が正面・側面とも3間）で来迎柱（仏壇背後の左右に建つ2本の柱）を有することから、本来は仏堂であったと思われ、これが古記録にいう阿吽寺の跡だとする考えもある。
C地区（仏堂跡）は、B地区のさらに南方、現・日吉神社入口西方の平坦地にある仏堂遺構である。東西棟の主要建物と、その南方左右にある南北棟の建物、計3棟の礎石建物跡がある。主要建物は、寄棟造または入母屋造の仏堂とみられ、桁行（東西）7間、梁間（南北）5間の主体部の北に桁行3間、梁間2間の突出部を設ける。この建物の特色は、水流をまたいで建てられていることで、境内が遣り水を配した庭園をなしていたことがわかる。他の2棟は庫裏や参籠所のような用途の建物とみられる。
以上の建物群は14世紀半ばから15世紀半ば（南北朝時代から室町時代前期）のものとみられ、この時期は安藤氏がこの地で栄えた時期と一致する。